# Pardus (logiciel)
Pour les articles homonymes, voir Pardus (homonymie).
 (3 novembre 2018).
Pardus est une distribution GNU/Linux proposant les environnement de bureau XFCE ou GNOME.

## Description
Fondée et développée par le Conseil de la recherche scientifique et technologique de Turquie (TÜBİTAK), Pardus se veut « accessible, ergonomique et véloce, Pardus vous permet de profiter de vos activités multimédia et bureautique dans un environnement agréable et intuitif ».
Depuis la version 2013, Pardus est basée sur la distribution Debian.
Pardus intègre des éléments non-libres (flash, codecs MP3, etc) et la machine virtuelle Java par défaut pour pouvoir profiter tout de suite des fonctionnalités multimédia notamment web.

### Fonctionnalités propres

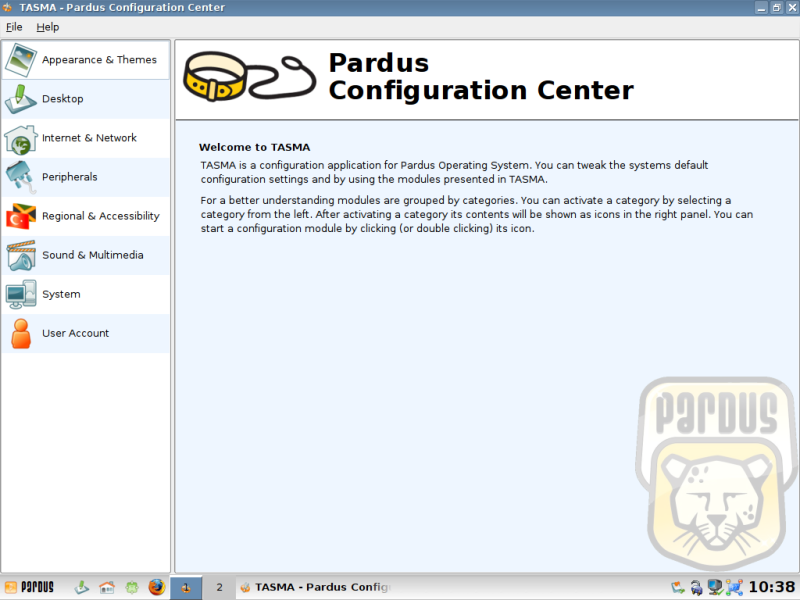
Panneau de configuration Tasma.

Pardus possède une gamme de fonctionnalités qui lui sont propres :
- Mudur, plate-forme de base destinée à accélérer les processus d'initialisations,
- Engerek, outil de gestion des identités et des accès[3]
- avant la version 2013 PiSi était le système de gestion de paquets accompagné d'une interface graphique facile à utiliser,

### Configuration minimale (version XFCE)
- Processeur : 1 GHz (64 bits) ;
- Mémoire vive : 1 024 Mo ;
- Espace disque : 8 Go ;
- Carte graphique comportant au moins 16 Mo de mémoire vidéo[4].

### Versions
- 25.x : version en cours de développement
- 23.x : version LTS (fin de support Q3 2027)[5]

#### Versions institutionnelles
- ETAP : version destinée au domaine éducatif avec un support poussé du matériel tactile[6]
- Kurumsal (fin de support)